# Конфлан-сюр-Лантерн
Конфла́н-сюр-Ланте́рн (фр. Conflans-sur-Lanterne) — коммуна во Франции, находится в регионе Франш-Конте. Департамент — Верхняя Сона. Входит в состав кантона Сен-Лу-сюр-Семуз. Округ коммуны — Люр.
Код INSEE коммуны — 70168.

## География

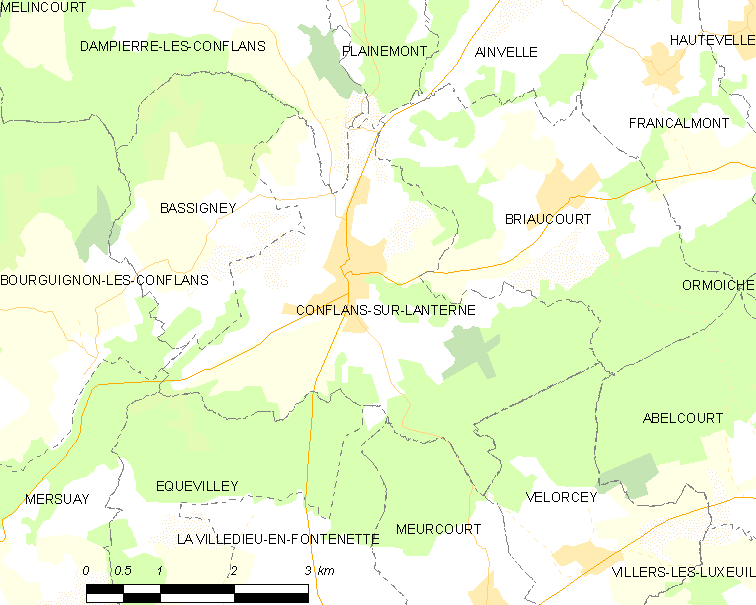
Карта коммуны

Коммуна расположена приблизительно в 310 км к востоку от Парижа, в 70 км севернее Безансона, в 22 км к северу от Везуля.
На севере коммуны протекает река Семуза и её приток — река Лантерн.

## Население
Население коммуны на 2010 год составляло 650 человек.
| 1962 | 1968 | 1975 | 1982 | 1990 | 1999 | 2010 |
| ---- | ---- | ---- | ---- | ---- | ---- | ---- |
| 750  | 755  | 765  | 758  | 710  | 672  | 650  |

## Экономика
В 2010 году среди 422 человек трудоспособного возраста (15—64 лет) 322 были экономически активными, 100 — неактивными (показатель активности — 76,3 %, в 1999 году было 73,7 %). Из 322 активных жителей работали 285 человек (147 мужчин и 138 женщин), безработных было 37 (19 мужчин и 18 женщин). Среди 100 неактивных 25 человек были учениками или студентами, 40 — пенсионерами, 35 были неактивными по другим причинам.

## Достопримечательности
- Церковь Св. Маврикия (XIV век). Исторический памятник с 1988 года[3]
- Монастырь Реколле (XVIII век). Исторический памятник с 1987 года[4]
- Крест на кладбище (XVI век). Исторический памятник с 1971 года[5]